# Sophronica nigrovittata
Sophronica nigrovittata là một loài bọ cánh cứng trong họ Cerambycidae.